# Ni barreaux, ni barrières, ni frontières
Albums de 113
Les Princes de la ville
(1999)
Ni barreaux, ni barrières, ni frontières est le premier EP du groupe 113, sorti en février 1998. Il précède d'un an leur premier album, Les Princes de la ville, décrit comme un classique du genre.

## Histoire
Sorti en 1998, Ni barreaux, ni barrières, ni frontières est le premier disque de 113, après plusieurs apparitions sur des compilations et sur le premier EP de la Mafia K'1 Fry. Enregistré en douze jours sous l’impulsion de DJ Mehdi, cet EP marque les débuts officiels du trio, alors en décrochage scolaire, et jette les bases de son identité musicale : « des formules directes, sans esbroufe » racontant la réalité de la vie à Vitry-sur-Seine dans un style délibérément éloigné des codes new-yorkais dominants à l’époque.
Le titre Truc de fou, sorti en maxi en 1997, rencontre un succès notable et passe dans plusieurs radios.
L'instrumentale de la piste cachée Têtes brûlées sera réutilisée un an plus tard comme introduction du premier album du groupe, Les Princes de la ville, qui connaîtra un succès national,.

## Liste des pistes
| 1.    | Prologue                                             | DJ Mehdi           | 0:56 |
| 2.    | Jack-Potes                                           | DJ Mehdi, Manu Key | 3:18 |
| 3.    | Truc de fou (feat. Doudou Masta)                     | DJ Mehdi, Manu Key | 4:15 |
| 4.    | Tome II                                              | DJ Mehdi           | 0:43 |
| 5.    | Parti en fumée (L'esprit ruff)                       | DJ Mehdi, Manu Key | 4:09 |
| 6.    | Les évadés (feat. Rohff, OGB, Mokem (Intouchable))   | Roberto Malone     | 5:35 |
| 7.    | Tome III                                             | DJ Mehdi           | 0:21 |
| 8.    | Le quartier est agité (remix)                        | Mysta D            | 4:40 |
| 9.    | Association (feat. Kery James)                       | DJ Mehdi, Manu Key | 5:16 |
| 10.   | C'est ici que la vie commence (feat. Different Teep) | Logilo             | 4:16 |
| 11.   | Têtes brûlées (bonus)                                |                    | 5:06 |
| 34:19 |                                                      |                    |      |